# Zweibindiger Nadelwald-Spanner

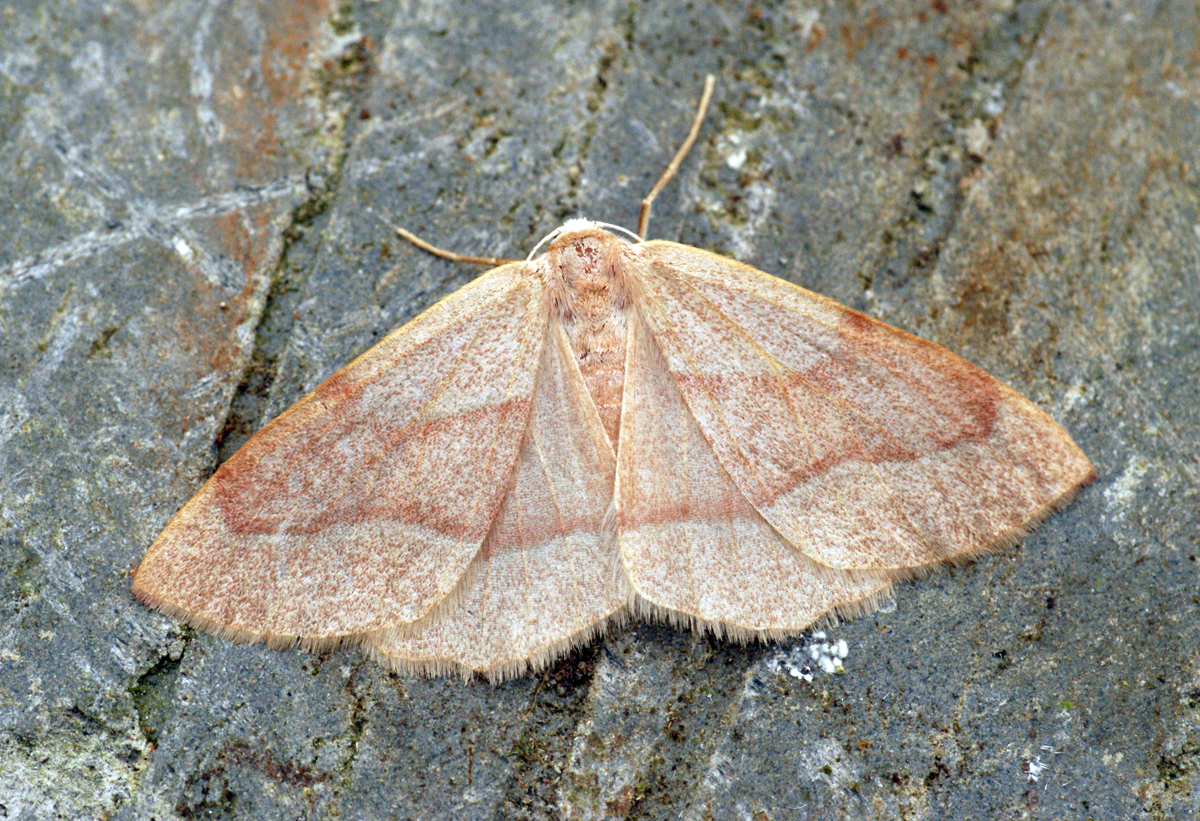
Hylaea fasciaria f. fasciaria

Der Zweibindiger Nadelwald-Spanner (Hylaea fasciaria) ist ein Schmetterling (Nachtfalter) aus der Familie der Spanner (Geometridae). Der Falter kommt in zwei verschiedenen Farbvarianten vor, von denen vermutet wird, dass es sich dabei um zwei verschiedene Arten handeln könnte.

## Merkmale
Die Falter erreichen eine Flügelspannweite von 32 bis 39 Millimetern. Die Forma fasciaria hat eine rostrote Flügelgrundfarbe, die Forma prasinaria besitzt grün gefärbte Flügel. Beide besitzen auf den Vorderflügeln etwa zwischen den Dritteln je eine leicht unregelmäßig gebogene, dünne Querbinde, das darin eingeschlossene Mittelfeld hat meist eine etwas dunklere Grundfärbung. Bei der rostroten Form sind die Binden hell gefärbt, bei der grünen variiert die Färbung von hell über beige nach hellbraun. Zusätzlich ist bei der grünen Form der Vorderrand der Vorderflügel schwach in der gleichen Farbe gefärbt, der Außenrand beider Flügelpaare ist ebenso in dieser Farbe gefranst. Die Hinterflügel sind in der Regel etwas heller gefärbt und tragen eine mehr oder weniger deutliche, helle Querlinie in der zweiten Flügelhälfte. Neben den beiden Hauptformen gibt es noch Farbvarianten mit einer unterschiedlichen Ausbildung des Grün und einfärbig graubraun gefärbte Falter. 
Die Raupen haben eine hellbraune oder ziegelrote bis schwarzgraue Färbung ohne eine auffällige Zeichnung. Die Raupen der roten Form haben einen schlankeren und langgestreckteren Körper als die der grünen Form.

## Vorkommen
Die Tiere kommen von den Britischen Inseln über das gemäßigte Europa östlich bis zum Altai und Sajangebirge vor. Nördlich erstreckt sich die Verbreitung bis nach Lappland, einschließlich der Halbinsel Kola, und Sacha, die südliche Verbreitungsgrenze umfasst den nördlichen Mittelmeerraum, den Balkan und den Kaukasus. 
Die grüne Form ist vor allem in schattigen und feuchten, mittelalten bis alten Fichtenwäldern im Gebirge zu finden, wohingegen die rote Form bevorzugt temperaturbegünstigte Sand-Kiefernbestände im Flach- und Hügelland bewohnt. 

## Lebensweise
Die nachtaktiven Imagines ruhen tagsüber an Stämmen und Ästen. Sie lassen sich durch künstliches Licht anlocken. Die Raupen leben solitär und sitzen bevorzugt auf Ästen in den unteren Bereichen der Nahrungspflanzen. Sie überwintern halb ausgewachsen.

### Flug- und Raupenzeiten
Die Falter fliegen in einer Generation von Ende Mai bis Ende August. Die Raupen findet man ab Juli und nach der Überwinterung bis Juni. In warmen Gebieten fliegt auch eine zweite Generation, wobei dies die rote Farbvariante betrifft. 

### Nahrung der Raupen
Die Raupen der grünen Form ernähren sich von Gemeiner Fichte (Picea abies), Europäischer Lärche (Larix decidua) und Weißtanne (Abies alba), die rostrote Form frisst an Kiefern (Pinus). Gefressen werden nur Nadeln, die im Schatten wachsen. Bei Aufzucht kann man die Raupen beider Formen mit allen hier genannten Pflanzen füttern.

## Gefährdung und Schutz
Die Art ist in Mitteleuropa weit verbreitet und häufig und nicht gefährdet. 